# MRPS36
MRPS36 (англ. Mitochondrial ribosomal protein S36) – білок, який кодується однойменним геном, розташованим у людей на 5-й хромосомі. Довжина поліпептидного ланцюга білка становить 103 амінокислот, а молекулярна маса — 11 466.
| 10         |  | 20         |  | 30         |  | 40         |  | 50         |
| ---------- |  | ---------- |  | ---------- |  | ---------- |  | ---------- |
| MMGSKMASAS |  | RVVQVVKPHT |  | PLIRFPDRRD |  | NPKPNVSEAL |  | RSAGLPSHSS |
| VISQHSKGSK |  | SPDLLMYQGP |  | PDTAEIIKTL |  | PQKYRRKLVS |  | QEEMEFIQRG |
| GPE        |  |            |  |            |  |            |  |            |

A: Аланін

D: Аспарагінова кислота

E: Глутамінова кислота

F: Фенілаланін

G: Гліцин

H: Гістидин

I: Ізолейцин

K: Лізин

L: Лейцин

M: Метіонін

N: Аспарагін

P: Пролін

Q: Глутамін

R: Аргінін

S: Серин

T: Треонін

V: Валін

Кодований геном білок за функціями належить до рибонуклеопротеїнів, рибосомних білків, фосфопротеїнів. 
Задіяний у такому біологічному процесі, як ацетилювання. 
Локалізований у мітохондрії.